# Cua de jonc becgroc
El cua de jonc becgroc (Phaethon lepturus) és un ocell marí de la família Phaethontidae, el més petit entre els faetons.

## Morfologia
- Fa 71 – 80 cm de llarg incloent les llargues plomes centrals de la cua, que fan gairebé la meitat del llarg total. L'envergadura és de 89 – 96 cm.[3]
- Color general blanc amb una banda negre davant i a través de l'ull. A la cara dorsal de les ales hi ha dues zones negres, una banda transversal prop de la base de l'ala i les primàries de la punta.
- Bec groc. Potes grisenques amb les membranes interdigitals negres.
- Llargues plomes centrals de la cua blanques.
- Els joves són barrats per sobre i no tenen les llargues plomes caudals dels adults.

## Hàbitat i distribució
Són ocells pelàgics que crien en esquerdes, coves i arbres d'illes de les zones tropicals i subtropicals dels Oceans Pacífic, Índic i Atlàntic, a les illes Bonin i Volcano, cap a l'est fins a les Illes Hawaii, cap al sud a Nova Caledònia, Fiji, Tonga, Marqueses i Tuamotu. Al Carib des de les Bermudes i Antilles cap al sud a les illes properes al Brasil, illa de l'Ascensió i les illes del golf de Guinea. Seychelles i illes Andaman i cap al sud fins a les Mascarenyes i Christmas. Es dispersa pels oceans cap al nord fins al Japó i Nova Escòcia, i cap al sud fins a Austràlia, Nova Zelanda, nord d'Amèrica del Sud i Sud-àfrica.

## Subespècies
Se n'han descrit 6 subespècies:
- Phaethon lepturus lepturus, Daudin, 1802. Cria a diverses illes de l'Índic.
- Phaethon lepturus fulvus, Brandt, 1839. Cria únicament a lilla Christmas, al nord-est de l'Índic. Molt semblant a la resta de les subespècies, és notable pel seu plomatge amb un matís daurat.[5]
- Phaethon lepturus europae, Le Corre et Jouventin, 1999. Illa Europa, al Canal de Moçambic.
- Phaethon lepturus catesbyi, Brandt, 1839. A l'Atlàntic.
- Phaethon lepturus dorotheae, Mathews, 1913. Al Pacífic, des de Hawaii fins Nova Caledònia.
- Phaethon lepturus ascensionis, (Mathews, 1915). Illes Fernando de Noronha i de l'Ascensió.